# 足筋
足筋（そくきん）は足の筋肉の総称。
人間の足筋は、足背筋、足底筋群（中足筋、母趾球筋、小趾球筋）によって構成される。